# قدرت (فیلم ۲۰۱۱)
قدرت (به تلگو: Shakti) یا نیرو فیلمی محصول سال ۲۰۱۱ و به کارگردانی مهر رامش است. در این فیلم بازیگرانی همچون ان.تی راما رائو جونیور، ایلیانا دی‌کروز، جکی شروف، پوجا بدی، سنو سود، نثار، سایاجی شینده ایفای نقش کرده‌اند.